# خزه اسپانیایی
خزه اسپانیایی (نام علمی: Tillandsia usneoides)، گیاهی گلدار است که در جنوب شرقی ایالات متحده از تگزاس و شمال فلوریدا تا آرکانزاس جنوبی و ویرجینیا روی درختان بزرگتر، معمولاً روی بلوط زندهٔ جنوبی یا دارتالاب رشد می‌کند. همچنین بومی بیشتر نواحی مکزیک، برمودا، باهاما، آمریکای مرکزی، آمریکای جنوبی و وست‌ایندیز همانند کوئینزلند(استرالیا) و پلی‌نزی فرانسه است.